# Cistierna
Cistierna település Spanyolországban, León tartományban. Lakosainak száma 2905 fő (2024).

## Földrajza
Cistierna Cubillas de Rueda, Gradefes, La Ercina, Sabero, Crémenes, Valderrueda, Prado de la Guzpeña és Cebanico községekkel határos.

## Népesség
A település lakosságának változását az alábbi diagram mutatja:
| Lakosok száma | 4344 | 3972 | 3850 | 3721 | 3652 | 3489 | 3243 | 3135 | 2986 | 2905 |
|               | 2001 | 2004 | 2007 | 2009 | 2012 | 2014 | 2017 | 2019 | 2022 | 2024 |